# Moll Károly

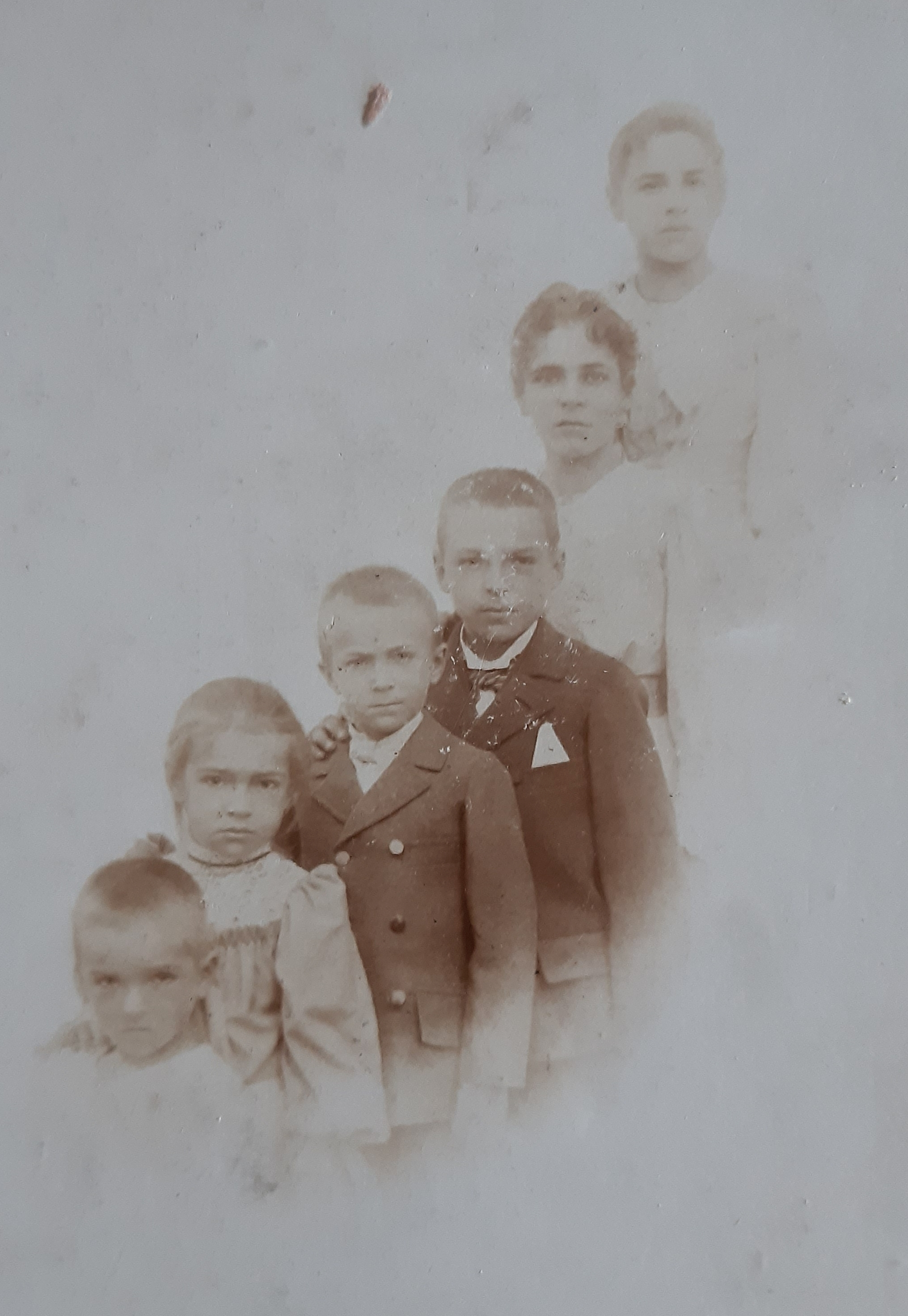
A Moll testvérek 1898 körül (fentről lefelé: Melánia, Margit, Elemér, Károly, Gizella, Lajos)

Moll Károly (Simaság, 1889. szeptember 7. – Hévíz, 1982. szeptember 19.) orvos, Hévíz díszpolgára, Moll Elemér építész öccse.

## Életpályája
Simaságon született. Orvosi diplomáját 1913-ban szerezte meg Budapesten, majd a világháború után, 1920-tól Hévízen dolgozott.
1932-ben vezető fürdőorvossá vált.
1927-ben megszervezte a MÁV-kórházban Budapesten az első reuma osztályt, majd 1931-től bekapcsolódott a Magyar Balneológiai Egyesület munkájába, itt főtitkár 1939 és 1944 között.
1952-től osztályvezető főorvosa az Állami Gyógyfürdőkórháznak, majd később 1968-as nyugdíjazásáig igazgatóhelyettese.
Moll Károly nevéhez fűződik a Hévízi-tó áramlási térképének elkészítése, a súlyfürdő felfedezése.
Több, mint 50 publikációja jelent meg különböző szaklapokban.
Meghatározó szerepe volt a fürdőhely történetében, munkájának köszönhetően európai hírnévre tett szert.
Felesége dr. Hoffmann Ilona (1909-2008) a fürdő első reumatológusnője méltó szakmai partnere volt munkája során.

## Főbb művei
- A víz nyomásának hatása oedemás végtagokra állva fürdő emberen, Orvosi Hetilap, 1930. 34.
- A hévízi gyógyforrástó ismertetése. Budapest. 1936.
- A hévíztófürdői tó hőmérsékleti viszonyairól, Hidrológiai Közlöny, 1941. XXI. 1-6. o.
- A discus herniák kezelése az ún. "súlyfürdővel", Orvosi Hetilap, 1953. 42.
- A lumbalis discus herniák klinikai diagnostikájáról, Orvosi Hetilap, 1961. 4.
- A hévízi tó iszapviszonyairól, Gyógyfürdőügy, 1976. 2. sz. 8. o.